# Steinbruch Neandertal
Der Steinbruch Neandertal, auch als Blaue Lagune von Mettmann bekannt, befindet sich in Mettmann nördlich des Neandertals, des Naturschutzgebietes Laubacher Steinbruch, der Neandertaler Fundstelle, des Neanderthal Museum und dem Bahnhof Neandertal. In ihm wurde Kalkstein abgebaut. Es gibt eine Zufahrt vom Erkrather Weg.

## Geschichte
Im Steinbruch Neandertal wurde seit 1916 Kalk abgebaut. 2021 war die Abbauerlaubnis für Kalk erloschen. Der eigentliche Kalksteinbruch hatte bei Abbauende eine Länge von 850 Metern und Breite von 450 Metern. Der See Blaue Lagune hat eine Tiefe von 90 Metern. Im Sommer 2025 forderte die Stadt Mettmann vom Besitzer ein Gutachten des Geologischen Dienstes Nordrhein-Westfalen, da es im Steinbruch zu Erdrutschen kam. Bis Ende 2022 sollte die Rückbauverpflichtungen der Steinbruchbauwerke auf einer 92 Hektar großen Gesamtfläche erfüllt werden. Ende 2023 kam die Idee auf, im Steinbruchgelände die größte Solaranlage im Kreis Mettmann, genauer eine schwimmende Photovoltaik-Anlage, aufzustellen.
Im Sommer 2022 hatte der Besitzer zwei Drittel des Gesamtareals von ca. 92 Hektar bereits an Investoren verkauft und war nur noch im Besitz von 35 Hektar mit der eigentlichen Abbaufläche und dem Sedimentationsbecken.
Der Regionalplan aus dem Jahr 2014 sieht keine Nutzung für Steinbruchkernfläche vor. Was der Besitzer mit „Zaun drum und basta“ beschrieb. Der Bereich um das Sedimentationsbecken soll ein Vogelschutzgebiet mit zwei Beobachtungstürmen werden. Es gibt Planungen für einen Rundwanderweg. Auch eine Wegeverbindung zum Neanderthal Museum und zum Bahnhof Neandertal sollen entstehen. Auf 9,5 Hektar Fläche, etwa zehn Prozent der 92 Hektar Gesamtfläche, ist eine touristische Nutzung angedacht.

## Klärschlammteich im Neandertal südwestlich von Mettmann bei Laubach
Rund 400 Meter nördlich der Blauen Lagune von Mettmann befindet sich das ehemalige Sedimentationsbecken des Steinbruchs. Das Biotopkataster Nordrhein-Westfalen des Landesamt für Natur, Umwelt und Klima Nordrhein-Westfalen führt diese Fläche als Klärschlammteich im Neandertal südwestlich von Mettmann bei Laubach (BK-4707-065) und einer Flächengröße von 9,22 Hektar auf. Im eingezäunten Sedimentationsbecken befanden sich bei einer Kartierung 2010 flächige Wasser-, Schlamm- und Röhrichtflächen. Im Südwesten wird eine große Fläche von einem Weidengebüsch eingenommen, das aus Stecklingen hervorging. In den Flachwasserbereichen gibt es flächige Röhrichtbestände, die vor allem vom Rohrkolben dominiert werden, aber auch Schilfrohr kommt vor. Ein schmaler Bereich am Gewässerrand ist mit einem Hochstaudensaum bewachsen. Um das Gebiet des Sedimentationsbeckens liegt ein heckenartiger Gehölzstreifen.
Im Gebiet brüten Flussregenpfeifer, Teichrohrsänger, Rohrammer, Sumpfrohrsänger und Wasserralle. Nach Angaben von 1977 und 1987 ist es wohl der bedeutendster Limikolen-Rastplatz im Kreis Mettmann. Besondere Bedeutung hat das Sedimentationsbecken für Zugvögel wie Krickente, Bekassine, Flussregenpfeifer, Rohrammer, Teichrohrsänger und Kiebitz, die zur Zugzeit hier regelmäßig anzutreffen sind. Weitere Gastvogelarten sind Knäkente, Löffelente, Schnatterente, Spiessente, Rothalstaucher, Schwarzhalstaucher, Goldregenpfeifer, Graureiher, Alpenstrandläufer, Bruchwasserläufer, Flussuferläufer, Großer Brachvogel, Grünschenkel, Kampfläufer, Knutt, Rotschenkel und Uferschnepfe. Es kommen die Amphibienarten Erdkröte, Teichmolch und Bergmolch vor. Zudem wurde die Langflüglige Schwertschrecke nachgewiesen. Das Planungsbüro Koenzen schlug in seinem Gutachten Erfassungen und Untersuchungen für den Kalkschlammteich Neandertal 2010 vor, das Gebiet als Landschaftsschutzgebiet auszuweisen. Zu den weiteren Massnahmenvorschlägen gehörte keine Entwässerung und Beseitigung von Gehölzen, wenn die Verbuschung zu stark wird.

## Mineralien im Steinbruch
Bei Mindat sind bisher folgende Mineralfunde dokumentiert (Stand 2025): Azurit, Calcit, Cerussit, Galenit, Glaukonit, Gips, Markasit, Quarz, Rauchquarz, Sphalerit.